# Cerithiopsis morelosensis
Cerithiopsis morelosensis là một loài ốc biển, động vật chân bụng trong họ Cerithiopsidae. Nó được Rolán và Fernández-Garcés mô tả năm 2010.